# Osmylus posticatus
Osmylus posticatus är en insektsart som beskrevs av Banks 1947. Osmylus posticatus ingår i släktet Osmylus och familjen vattenrovsländor. Inga underarter finns listade i Catalogue of Life.